# Demain on déménage
Pour plus de détails, voir Fiche technique et Distribution.
Demain on déménage est un film franco-belge réalisé par Chantal Akerman, sorti en 2004.

## Synopsis
Charlotte, célibataire, survit en écrivant des romans érotiques. Après le décès de son père, elle voit sa mère s'installer chez elle, dans son duplex : un emménagement encombrant au propre comme au figuré, car la mère de Charlotte débarque non seulement avec tous ses meubles et son grand piano à queue, mais aussi avec les souvenirs de son mari. Rapidement Charlotte n'arrive plus à dormir et se retrouve en panne d'inspiration devant la page blanche. Une décision est prise : la mère et la fille vont déménager, le duplex va être vendu. À partir de ce moment, une ribambelle de potentiels acheteurs défilera auprès des deux femmes, faisant souffler un vent nouveau entre les murs et dans les esprits. 

## Fiche technique
Source IMDb
- Réalisation : Chantal Akerman
- Scénario : Chantal Akerman et Eric de Kuyper
- Montage : Claire Atherton
- Photographie : Sabine Lancelin
- Architecte à la décoration : Christian Marti
- Conception de costumes : Nathalie du Roscoat
- Sociétés de production : Gémini Films, Paradise Films, Arte France Cinéma, RTBF, Canal+, CinéCinéma, CNC, Eurimages et

Procirep
- Distribution : France : Gémini Films (cinéma, 2004)
- Pays d'origine : France
- Durée : 110 minutes (1 h 50)
- Format : couleurs - 35 mm - 1,85:1 - son Dolby Digital - procédé cinématographique : sphérique
- Date de sortie : France : 3 mars 2004

## Distribution
Source IMDb
- Sylvie Testud : Charlotte
- Aurore Clément : Catherine
- Jean-Pierre Marielle : Popernick
- Natacha Régnier : La femme enceinte
- Lucas Belvaux : M. Delacre
- Dominique Reymond : Mme Delacre
- Elsa Zylberstein : Michèle
- Gilles Privat : L'agent immobilier
- Anne Coesens : Mme Dietrich
- Christian Hecq : M. Dietrich
- Lætitia Reva : Mme Charpentier
- Olivier Ythier : Le mari de la femme enceinte
- Georges Siatidis : M. Charpentier